# Alameda das Espatódeas
Alameda das Espatódeas é uma alameda de luxo localizada na cidade de Salvador no bairro do Caminho das Árvores, na Bahia, e cercada de lojas, restaurantes, academias e farmácias. A via é uma das 17 alamedas projetadas para o bairro, mas a única reservada para atuação comercial por ligação entre avenidas. Entretanto, o comércio se espalhou pelas transversais desde a década de 1990 e hoje é o maior polo comercial de decoração da Bahia.